# Arbido
Arbido (arbido in Eigenschreibweise) ist eine dreisprachige (deutsch, französisch, italienisch) informationswissenschaftliche Fachzeitschrift, die über aktuelle Entwicklungen sowie technische Anwendungen im Archiv-, Bibliotheks- und Dokumentationswesen vornehmlich in der Schweiz informiert.

## Herkunft des Namens
Der Name ist ein Akronym aus den drei Berufsfeldern Archive, Bibliotheken, Dokumentation.

## Die Fachzeitschrift
arbido entstand 1986 aus dem Zusammenschluss der Mitteilungen der Vereinigung Schweizerischer Archivare (vormals Mitteilungen aus der Vereinigung Schweizerischer Archivare, gegründet 1947) und den Nachrichten VSB/SVD (vormals Nachrichten der Vereinigung Schweizerischer Bibliothekare seit 1924 und Mitteilungen der SVD, vormals Kleine Mitteilungen der Schweizerischen Vereinigung für Dokumentation seit 1953) und erscheint vierteljährlich. Seit 2017 wird die Zeitschrift nur noch online publiziert und mit einer Creative-Commons-Lizenz frei zugänglich gemacht.
Gegründet wurde arbido durch den damaligen Verband der Schweizer Bibliotheken und Bibliothekare (BBS), der ehemaligen Schweizerischen Vereinigung der Dokumentation (SVD) (2008 vereinigt in Bibliothek Information Schweiz (BIS)) und dem Verein Schweizerischer Archivare (VSA). Seit 2022 ist der VSA alleiniger Herausgeber der Zeitschrift.
Ursprünglich erschien arbido in zwei getrennten Ausgaben, dem gelben Bulletin (Arbido B) und der orangen Revue (Arbido R). Das Bulletin diente hauptsächlich der Verbandsinformation und erschien 8 Mal pro Jahr. Die Revue war die Ausgabe mit Fachartikeln. Aus aktuellem Anlass erschienen zweimal unter dem Namen Arbido S auch Sondernummern. Ab 1994 wurden diese verschiedenen Ausgaben zu einer Monatszeitschrift zusammengelegt. Mit der fortschreitenden Digitalisierung bot sich die Aufteilung wieder an und ab 2006 erscheint arbido einerseits quartalsweise als Fachzeitschrift in gedruckter Form und ungefähr monatlich als elektronisches Nachrichtenblatt.
Seit 2017 erscheint arbido nur noch online, mit 3–4 Themenausgaben pro Jahr. Rezensionen und News werden themenunabhängig publiziert.
Der Newsletter kündigt jeweils das Erscheinen einer neuen Ausgabe an.

Die erste Nummer von Arbido-R (1986)
Die erste Nummer von Arbido-B (1986)
Arbido erscheint ab 1995 farbig
Titelblatt 2006 bis 2016

## Struktur der Publikation
Die Fachzeitschrift arbido informiert ihr Zielpublikum, d. h. Fachpersonen, die für Archive, Bibliotheken, Dokumentationsstellen, Museen, Sammlungen und verwandte Einrichtungen arbeiten über Entwicklungen, Innovationen und Herausforderungen in ihren Berufsfeldern. Die in arbido publizierten Beiträge werden ehrenamtlich von Autoren verfasst, die in Archiven, Bibliotheken, Dokumentationen, Museen oder verwandten Institutionen arbeiten oder in der informationswissenschaftlichen Forschung und Lehre tätig sind. Die Autoren werden von den Mitgliedern des Redaktionskomitees angeschrieben mit der Bitte, über ein bestimmtes Thema zu schreiben. Jeder schreibt in seiner Sprache. Die Mehrheit der Artikel ist in deutscher oder französischer Sprache verfasst, selten auch in Englisch oder Italienisch.
Die Zeitschrift hat auch die Rubriken 'Rezensionen' und 'News'. Hier werden laufend aktuelle Buchbesprechungen und Neuigkeiten publiziert.

## Interne Organisation
Erstellt wird die Fachzeitschrift arbido von einer ehrenamtlich arbeitenden Redaktion, die sich aus Mitgliedern des VSA zusammensetzt. Idealerweise sind mindestens die zwei Landessprachen Deutsch und Französisch in der Redaktion vertreten. In stetem Austausch mit dem VSA und Fachkollegen erarbeitet die Redaktion die Inhalte. Sie ist bei der Auswahl der Schwerpunkte, der Themen und der Autoren autonom. Die publizistische Verantwortung für die Zeitschrift obliegt der Redaktion. Sie organisiert den Betrieb des Webportals. Die Autoren schreiben ebenfalls ehrenamtlich.

### Chefredakteure
Liste der Chefredakteure seit 1986:
- Jacques Cordonier (Arbido-R, 1986–1989)
- Michel Gorin (Arbido-R, 1989–1995)
- Cendrine Jéquier(1995–1996)
- Daniel Leutenegger (1997–2007)
- Stéphane Gillioz (2008–2015)
- Sara Marty (2015–2022)[4]

Seit 2022 werden die Aufgaben der Chefredaktion im Redaktionsteam untereinander aufgeteilt.

## Bibliographie
- Heidi Stieger: Fachblogs von und für BibliothekarInnen – Nutzen, Tendenzen : Mit Fokus auf den deutschsprachigen Raum. Chur, 2007: HTW. (=Churer Schriften zur Informationswissenschaft, Band 16)
- Nadja Böller: Relaunch Arbido (PDF; 154 kB), Zürich, 2005.
- Urs Hafner: Das Wunder von Bern. In: arbido, 2016/4